# Incodynerus ambiguus
Incodynerus ambiguus är en stekelart som beskrevs av Willink 1969. Incodynerus ambiguus ingår i släktet Incodynerus och familjen Eumenidae. Inga underarter finns listade i Catalogue of Life.